# Дамерини, Массимилиано
Массимилиано Дамерини (итал. Massimiliano Damerini; 24 сентября 1951, Генуя — 20 июля 2023) — итальянский пианист.
Учился в своём родном городе у Альфредо Тея и Марты дель Веккио. Гастролировал в разных странах Европы, Японии, Гватемале. Записал шесть альбомов фортепианной музыки Франца Шуберта. Одновременно считался специалистом по современной музыке: для Дамерини написаны произведения Фабио Вакки, Франко Донатони, Клаудио Амброзини и других авторов, ему посвящена Соната № 3 Карло Алессандро Ландини. Среди записей Дамерини также альбом произведений Сальваторе Шьяррини, фортепианный концерт Рольфа Либермана, отдельные сочинения Карлхайнца Штокхаузена, Брайана Фернихоу и др.
В 1992 году удостоен Премии Франко Аббьяти.